# Rupprecht Geiger

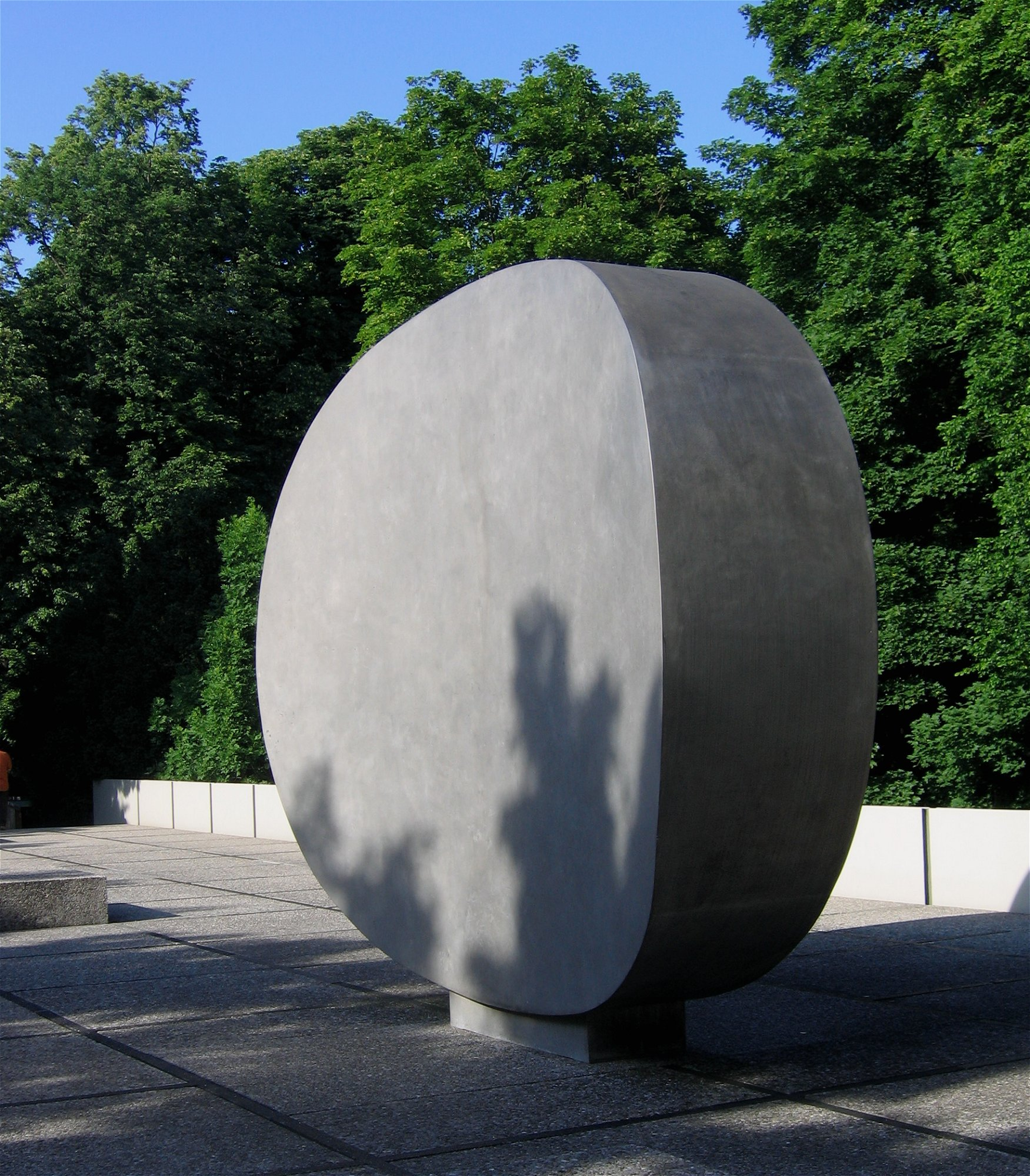
Konkav gerundet (1973)

Rupprecht Geiger (München, 26 januari 1908 - aldaar, 6 december 2009) was een Duitse schilder en beeldhouwer.

## Leven en werk
Rupprecht Geiger was de enige zoon van de Duitse schilder Willi Geiger. Hij bracht zijn jeugd door in München en verhuisde met de familie in 1924 naar Spanje, waar hij het Collegio Aleman in Madrid bezocht. Met zijn ouders maakte hij kennis met de Canarische Eilanden en Marokko. In 1926 keerde de familie terug naar Duitsland. Hij volgde vanaf 1926 een architectuuropleiding bij Eduard Pfeiffer aan de Königliche Kunstgewerbeschule München in München, volgde een opleiding tot metselaar en studeerde in 1935 af aan de Staatsbauschule München. Als schilder is Geiger een autodidact. In 1935 bracht Rupprecht met zijn vader een half jaar door in Rome. Vanaf 1936 was hij werkzaam als architect, totdat hij in 1940 werd opgeroepen voor militaire dienst, waarna hij als oorlogsschilder naar het oostfront werd gestuurd. In 1945 keerde hij terug naar München.
Geiger nam deel aan de Salon des Réalités Nouvelles in Parijs. In 1949 was hij met de kunstcriticus John Anthony Thwaites oprichter van de kunstenaarsgroep ZEN 49. Andere leden waren de kunstenaars Willi Baumeister, Brigitte Matschinsky-Denninghoff, Fritz Winter, Gerhard Fietz, Rolf Cavael en Willy Hempel. Als belangrijk vertegenwoordiger van de abstracte Kunst ondervond hij steun van Hilla von Rebay, die destijds de leiding had van het Museum for Non-Objective Painting, de latere Solomon R. Guggenheim Foundation in New York. Karakteristiek voor zijn oliewerken, zeefdrukken en aquarellen zijn de eenvoudige, geometrische vormen als cirkel, ovaal, vierkant en rechthoek, alsmede het felle kleurgebruik (vooral rood) en de sterke contrasten.
Van 1949 tot 1962 was hij wederom werkzaam als architect. Van 1965 tot 1976 was hij hoogleraar schilderkunst aan de Staatliche Kunstakademie Düsseldorf. Rupprecht Geiger werd uitgenodigd voor documenta II in 1959, documenta III in 1964, documenta 4 in 1966 en documenta 6 in 1977 in Kassel.
In 1989 ontving hij de Kultureller Ehrenpreis der Landeshauptstadt München, in 1992 de Rubenspreis der Stadt Siegen en in 1995 de Oberbayerischer Kulturpreis. Zijn werk bevindt zich in de collectie van het Dombergmuseum in Freising in de deelstaat Beieren. Geiger leefde en werkte in München, waar hij op 101-jarige leeftijd overleed.

## Werken (selectie)
- 1951: Plattenmosaik (6,5 m x 30 m), façade Hauptbahnhof München
- 1954: Glasklebebild, Evangelische Kirchengemeinde Stockdorf
- 1964: Glasklebebild, Technische Universität München
- 1973: Konkav gerundet, Münchener Rück, München
- 1975: Acryl auf Holz, Technische Universität München, München
- ----: ohne Titel, vier wandobjecten, Technische Universität München
- 1987: Gerundetes Blau, Cultureel Centrum Gasteig, München
- 1990: ohne Titel, vier tweedelige objecten, U-Bahnhof Machtlfingerstraße, München
- ----: Pink moduliert, Siemens AG, München
- 1995: Großes Rot mit Contrapunkt, Hochschule München, München
- 2000: 2000 Rot (Bilder A–E), WWK Versicherungsgruppe, München
- ----:Lichtbogen (Pinc), EON, München